# Rábapatona
Rábapatona è un comune di 2 502 abitanti situato nella contea di Győr-Moson-Sopron, nell'Ungheria nordoccidentale.